# The Desert Fox: The Story of Rommel
The Desert Fox: The Story of Rommel és una pel·lícula estatunidenca dirigida per Henry Hathaway i estrenada l'any 1951.

## Argument
Segona Guerra Mundial. A principis dels anys 40, la força incontenible dels Afrika Korps del mariscal Erwin Rommel dominava el nord d'Àfrica. La seva brillant marxa es veurà trencada en la batalla d'El Alamein en ser vençut per les tropes aliades al comandament del mariscal Montgomery i això seria la fi de la seva carrera. En aquests moments, Rommel arriba a la dolorosa conclusió que el seu Führer, l'home a qui havia jurat lleialtat, estava destruint Alemanya i el seu arrelat sentit del deure l'arrossega cap a una conspiració contra Hitler.

## Repartiment
- James Mason: el mariscal Erwin Rommel
- Cedric Hardwicke: el doctor Karl Strolin
- Jessica Tandy: Lucie Marie Rommel
- Luther Adler: Adolf Hitler
- Everett Sloane: general Wilhelm Burgdorf
- Leo G. Carroll: mariscal Gerd von Rundstedt
- George Macready: general Fritz Bayerlein
- Richard Boone: capità Hermann Aldinger
- Eduard Franz: coronel Klaus von Stauffenberg
- William Reynolds: Manfred Rommel
- John Hoyt: Keitel
- Desmond Young: ell mateix